# Landkreis Löbau-Zittau
Landkreis Löbau-Zittau is een voormalig Landkreis in de Duitse deelstaat Saksen. Het had een oppervlakte van 698,50 km² en een inwoneraantal van 138.772 (31 december 2007).

## Geschiedenis
Bij de herindeling van Saksen in 2008 is het samen met het voormalige  Landkreis Niederschlesischer Oberlausitzkreis en de voormalige kreisfreie Stadt Görlitz opgegaan in het nieuwe Landkreis Görlitz.

## Steden en gemeenten
De volgende steden en gemeenten lagen in het Löbau-Zittau:
| Steden | Gemeenten |
| --- | --- |
| 1. Bernstadt auf dem Eigen 2. Ebersbach 3. Herrnhut 4. Löbau 5. Neugersdorf 6. Neusalza-Spremberg 7. Ostritz 8. Seifhennersdorf 9. Zittau | 1. Berthelsdorf 2. Bertsdorf-Hörnitz 3. Beiersdorf 4. Dürrhennersdorf 5. Eibau 6. Friedersdorf 7. Hirschfelde 8. Großhennersdorf 9. Großschönau 10. Großschweidnitz 11. Hainewalde 12. Jonsdorf 13. Lawalde 14. Leutersdorf 15. Mittelherwigsdorf 16. Niedercunnersdorf 17. Obercunnersdorf 18. Oderwitz 19. Olbersdorf 20. Oppach 21. Oybin 22. Rosenbach 23. Schönau-Berzdorf 24. Schönbach 25. Strahwalde |

In het district lagen daarnaast 8 zogenaamde Verwaltungsgemeinschaften. Deze kun je vergelijken met de Nederlandse kaderwetgebieden, maar in Duitsland hebben deze gebieden andere taken dan in Nederland. De Verwaltungsgemeinschaften zijn:
- Bernstadt/Schönau-Berzdorf (Bernstadt auf dem Eigen, Schönau-Berzdorf auf dem Eigen)
- Großschönau-Waltersdorf (Großschönau, Hainewalde)
- Herrnhut (Berthelsdorf, Großhennersdorf, Herrnhut, Strahwalde)
- Löbau (Großschweidnitz, Lawalde, Löbau, Rosenbach)
- Neusalza-Spremberg (Dürrhennersdorf, Friedersdorf, Neusalza-Spremberg, Schönbach)
- Obercunnersdorf (Niedercunnersdorf, Obercunnersdorf)
- Olbersdorf (Bertsdorf-Hörnitz, Jonsdorf, Olbersdorf, Oybin)
- Oppach-Beiersdorf (Beiersdorf, Oppach)